# Секст Витулазий Непот
Секст Витулазий Непот (лат. Sextus Vitulasius Nepos) — римский политический деятель конца I века.
Непот, по всей видимости, происходил из италийского племени вестинов. В 78 году он занимал должность консула-суффекта вместе с Квинтом Артикулеем Петом. Больше о нём ничего неизвестно.